# Eutropis madaraszi
Eutropis madaraszi (ланкійська бронзова мабуя) — вид сцинкоподібних ящірок родини сцинкових (Scincidae). Ендемік Шрі-Ланки. Вид названий на честь мадярського орнітолога Дьюли Мадараса.

## Поширення і екологія
Ланкійські бронзові мабуї мешкають у посушливій зоні на півночі острова Шрі-Ланка. Вони живуть в тропічних лісах, на плантаціях і в садах.